# Stade Mondial 82
Le Stade Mondial 82 (en espagnol : Estadio Mundial 82), est un stade de football espagnol situé dans la ville de Logroño, dans La Rioja.
Le stade, doté de 3 500 places et inauguré en 1982, est connu pour avoir servi d'enceinte à domicile à l'équipe de football de la Sociedad Deportiva Logroñés entre 2010 et 2012.